# 塔庫梅環礁
塔庫梅環礁（Takume），又称普卡马鲁环礁（Pukamaru），是南太平洋法屬波利尼西亞的環礁，屬於土阿莫土群島的一部分，位於拉羅亞環礁東北6公里，由马凯莫市镇管辖，長24公里、寬5公里，土地面積5平方公里，潟湖面積43.5平方公里，2002年人口93。

## 外部連結
- （页面存档备份，存于）
- Takume Airport （页面存档备份，存于）
- Island names
- History （页面存档备份，存于）
- Atoll list (in French)

15°52′S 142°12′W / 15.867°S 142.200°W